# Hela Sverige bakar, säsong 14 (2025)
Den fjortonde säsongen av Hela Sverige bakar spelades återigen in på Ulriksdals slott. Likt föregående säsong sändes programmet på TV4, med start den 27 september 2025 med programtiden 21:00 på onsdagar. Nytt för året är att både programledarna och juryn har bytts ut och de nya programledarna är Malin Stenbäck och Johan Petersson samt jurymedlemmarna Camilla Hamid och Bedros Kabranian. Nytt för denna säsong är också att programmet utökas med 30 minuter samt nya tävlingsmoment.

## Källhänvisningar
1. 1 2  ”Här är ändringarna i Hela Sverige bakar – de leder nya säsongen”. TV4.se. https://www.tv4.se/artikel/1AclrJDaECpx8xYdgkEyhU/haer-aer-aendringarna-i-hela-sverige-bakar-de-leder-nya-saesongen. Läst 1 juli 2025.